# Хржановский, Владимир Геннадиевич
Владимир Геннадиевич Хржановский (укр. Володимир Геннадійович Хржанівський; 1912—1985) — советский геоботаник и фитоморфолог, специалист по систематике рода Шиповник.

## Биография
Владимир Геннадиевич Хржановский родился в Ялте 6 ноября 1912 года. С 1928 года некоторое время преподавал в Ялте в начальной школе. В 1930 году поступил в Пермский государственный университет, в 1933—1935 служил в Красной Армии. В 1938 году Хржановский окончил Среднеазиатский государственный университет, после чего стал работать ассистентом в Казахском государственном университете.
До 1942 года Владимир Геннадиевич был доцентом КазГУ, также занимался изучением флоры Тянь-Шаня и юга Казахстана. В годы Великой Отечественной войны совершал ботанические экспедиции по Алтаю и Прииртышью с целью сбора богатых витаминами растений. В 1944—1945 работал доцентом кафедры высших растений Киевского государственного университета. По окончании войны Хржановский возглавил кампанию по созданию плантаций среднеазиатских видов шиповника на Украине (этот род растений наиболее интересовал ботаника).
В 1953 году В. Г. Хржановский получил степень доктора биологических наук, защитив диссертацию, представлявшую собой монографию шиповников Европейской части СССР и Кавказа. Через год он был избран заведующим кафедрой ботаники Московской сельскохозяйственной академии. С 1961 по 1964 он также возглавлял кафедру ботаники и физиологии растений Университета дружбы народов.
В 1969 году Хржановский стал директором Всесоюзного научно-исследовательского института лекарственных растений. В 1972 году он снова возглавил кафедру ботаники МСХА.
10 апреля 1985 года в Москве Владимир Геннадиевич Хржановский скончался. Похоронен на Кунцевском кладбище Москвы.
Владимир Геннадиевич Хржановский принимал участие в написании 6-го тома региональной монографии «Флора УРСР».

## Некоторые научные работы
- Хржановский В. Г. Розы. — М.: Советская наука, 1958. — 497 с.
- Хржановский В. Г. Основы ботаники с практикумом. — М.: Высшая школа, 1969. — 575 с.
- Хржановский В. Г. Курс общей ботаники. Цитология, гистология, органография, размножение. — М.: Высшая школа, 1976. — 272 с.
- Хржановский В. Г. Курс общей ботаники. Систематика, элементы экологии и географии растений. — М.: Высшая школа, 1976. — 480 с.
- Хржановский В. Г.; Пономаренко С. Ф. Практикум по курсу общей ботаники. — М.: Высшая школа, 1979. — 423 с.
- Хржановській В. Г. Ботаніка (укр.). — Киев, 1985. — 392 с.
- Хржановский В. Г.; Викторов С. В.; Литвак П. В.; Родионов Б. С. Ботаническая география с основами экологии растений. — М.: Агропромиздат, 1986. — 255 с.

## Виды растений, названные в честь В. Г. Хржановского
- Rosa chrshanovskii Dubovik, 1966 [= Rosa pygmaea M.Bieb., 1808]